# Fazenda da Juta
Fazenda da Juta é um bairro pertencente ao distrito de Sapopemba, localizado na Zona Sudeste da cidade de São Paulo. Oriundo do desmembramento, loteamento e invasões da Fazenda Oratório, é considerado (pelo Índice Paulista de Vulnerabilidade Social da Fundação Seade) um dos bairros mais vulneráveis à pobreza de São Paulo. Recentemente, suas famílias receberam títulos de regularização fundiária.

## História

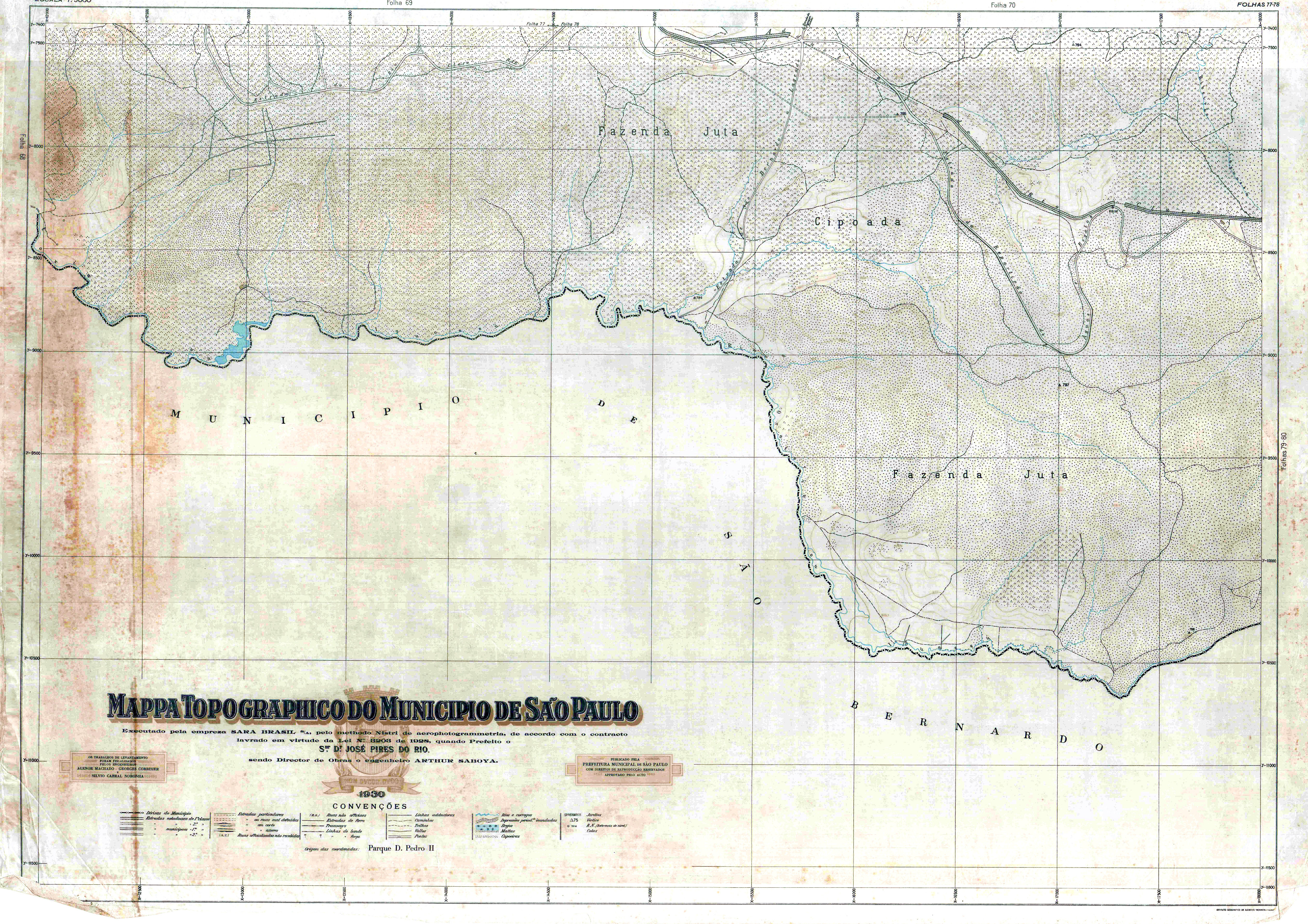
Mapa Topográfico dos Setores 77 e 78 da cidade de São Paulo (SARA, 1930), onde aparece a Fazenda da Juta.
Arquivo Histórico de São Paulo.

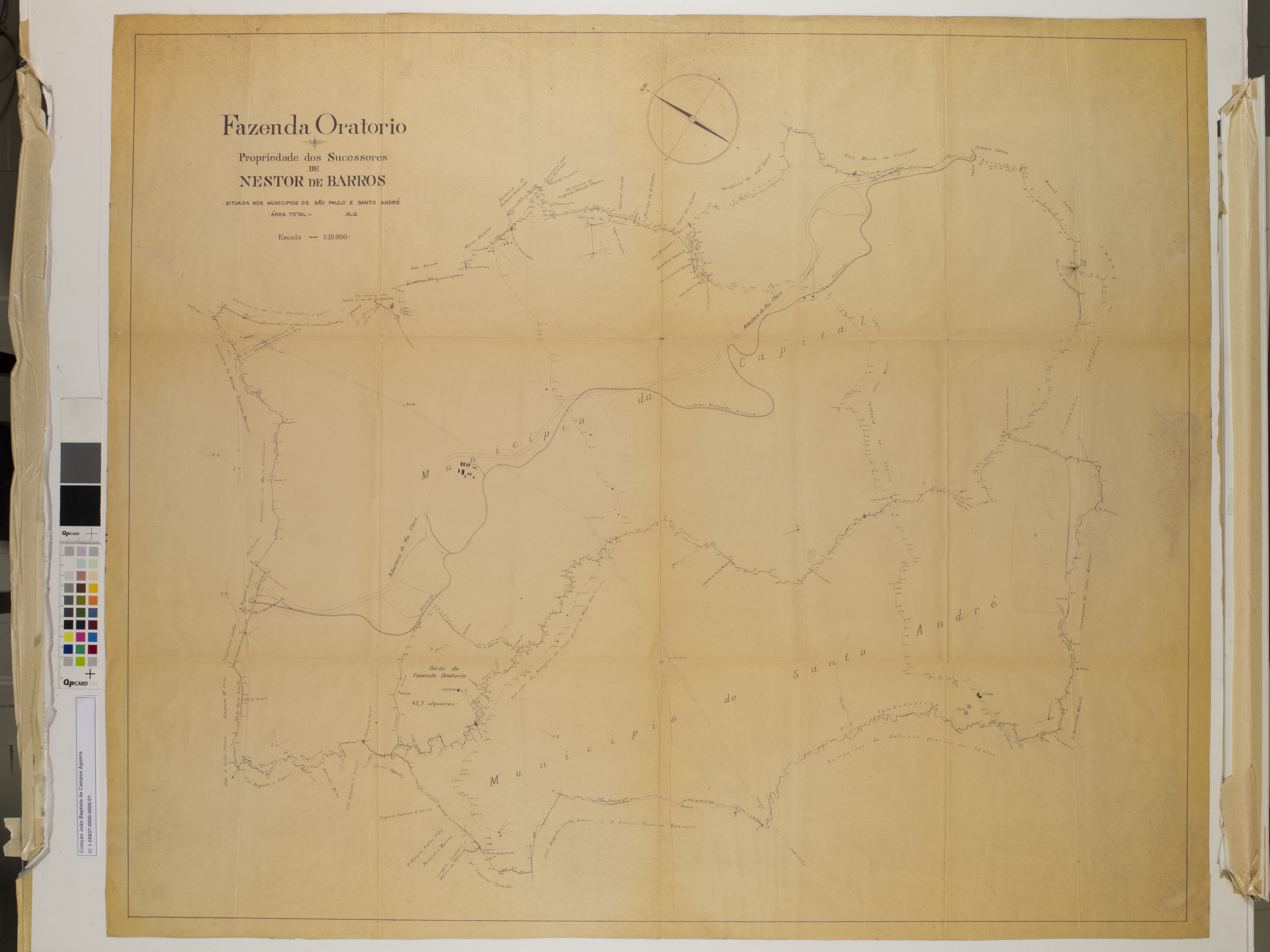
Planta da Fazenda Oratório (década de 1940), já de propriedade dos sucessores de Nestor de Barros. Nos arredores da sede da fazenda se originou o bairro Fazenda da Juta.
Museu Paulista da Universidade de São Paulo.

A Fazenda Oratório, originalmente de João Cardoso Siqueira e Mafalda Franco, era uma das grandes fazendas localizadas à leste do então núcleo urbano de São Paulo- ao lado das fazendas do Carmo e Aricanduva. Com vastas terras, que iam até as margens do Rio Tamanduateí (atual Vila Prudente) e a Vila de Pilar (atual Mauá), a fazenda acabou sendo vendida em 1920 para Nestor de Barros. Barros resolveu abandonar as culturas tradicionais ali realizadas e passou a plantar juta. Com isso, a localidade passou a ser chamada de "Fazenda da Juta". Em 1938, Franco e seus sócios abandonam o plantio de Juta mas o nome continuou sendo empregado para designar a região.
Na década de 1940 parte da fazenda vendida é loteada pelo empresário Matteo Bei, que fundou ali o empreendimento imobiliário Cidade São Mateus. A outra parte da fazenda permaneceu com os herdeiros de Barros. Em 1977, no auge da migração nordestina em São Paulo, centenas de trabalhadores nordestinos sem moradia invadiram as terras da Fazenda da Juta e ali instalaram um pequeno núcleo urbano. Apesar dos proprietários tentarem por diversas vezes retomar suas terras, o pequeno núcleo foi ganhando força e apoio de entidades religiosas (inicialmente da Igreja Católica e depois de igrejas protestantes como a Congregação Crista no Brasil).
O fluxo de novos moradores na Fazenda da Juta se intensificou na década de 1980, assim como a repressão policial para repelir invasões de terra. O crescimento do loteamento Fazenda da Juta fez com quem em 1986 o prefeito Jânio Quadros solicitasse ao então secretário de Negócios Jurídicos, Cláudio Lembo, um estudo sobre o loteamento clandestino para subsidiar uma possível desapropriação da Fazenda da Juta. Posteriormente Jânio declarou de utilidade pública 386 mil m2 da Fazenda, porém sem comunicar ao proprietário das terras. Naquela época (1986) haviam 780 famílias vivendo ali.
Em 16 de janeiro de 1988 ocorre a maior invasão da área, quando mais de 500 famílias invadem mais áreas de terra da Fazenda da Juta, já em desapropriação, agora pelo governo do estado (enquanto a desapropriação municipal havia perdido efeito por falta de recursos). As famílias, membros do Movimento Sem Terra da Zona Leste 1, exigiam que o governo do estado (por meio da CDHU) desapropriasse os 750 mil m2 da Fazenda da Juta e implantasse ali um núcleo habitacional popular. Após uma negociação intermediada pela Igreja Católica e pela Ong italiana Justiça pela Paz (que doou aos sem-terra cerca de 440 mil cruzeiros para a aquisição de materiais de construção e terrenos), as famílias foram cadastradas pela CDHU para a fila da moradia e deixaram o terreno. A desapropriação da Fazenda da Juta não havia sido concluída em 1990, o que irritou as famílias. Em 26 de julho daquele ano, cerca de 2 mil pessoas invadiram o terreno novamente exigindo a desapropriação e a implantação de um núcleo habitacional popular. A CDHU requereu a reintegração de posse da área e a primeira tentativa de remoção das famílias ocorreu em 31 de julho de 1991 e foi marcada por um grande conflito envolvendo os sem-terra e policiais militares. Ao final, a reintegração de posse não foi realizada.
Uma nova reintegração de posse foi marcada e as autoridades removeram as famílias com auxílio da Polícia Militar, mediante a celebração de um novo acordo entre a CDHU e o Movimento Sem Terra da Zona Leste 1. O acordo previa o fornecimento do estado de material de construção enquanto que os moradores entraram com a mão de obra através do regime de mutirão. No entanto, o acordo não saiu do papel e suscitou novas invasões e reintegrações de posse até 1996 quando foi criada outra associação de moradores, Associação Juta Nova Esperança, que celebrou um contrato com a CDHU em julho de 1996 prevendo a construção de um conjunto habitacional com 512 unidades. Os projetos das unidades habitacionais da associação eram maiores que os da CDHU, de forma que a associação se comprometeu a pagar a diferença de custos. Isso não ocorreu e as obras de construção das 512 unidades foi realizada de forma lenta até uma paralisação total dos trabalhos em 2001.
Com o início de implantação, novas invasões ocorreram no conjunto em obras. Em 20 de maio de 1997, durante uma reintegração de posse, três sem-teto foram mortos em conflito com a polícia militar. Após a reintegração, o conjunto foi saqueado e severamente depredado. Somente em 2003, a CDHU retomou as obras e inaugurou o conjunto habitacional Fazenda da Juta.

## Transporte

### Ônibus
Os primeiros ônibus começaram a atender timidamente a região de Sapopemba em 1952. Com o crescimento populacional ocorrido entre o final dos anos 1970 e início dos anos 1980, a região passou a ser ponto final de uma linha. Atualmente, existem duas linhas de ônibus com ponto inicial na Fazenda da Juta, ligando-a ao Estação Belém 574W-10 - JARDIM WALKIRIA / METRÔ BELÉM e ao Centro Comercial Leste Aricanduva 4030-10 - FAZENDA DA JUTA / SHOP. ARICANDUVA. Estas Linhas São Fornecidos pela SPTrans. 

### Metrô
O bairro é atendido pela Linha 15-Prata do Metrô (sistema monotrilho) por meio da Estação Fazenda da Juta, que está localizada no extremo norte do bairro, no canteiro central da Avenida Sapopemba. A estação foi aberta para a população no dia 16 de dezembro de 2019, sendo que as obras foram iniciadas em junho de 2012.